# Bamir Topi
Bamir Myrteza Topi (tiếng Albania: [baˈmiɾ ˈtɔpi] ⓘ; sinh ngày 24 tháng 4 năm 1957) là một nhà ngoại giao và chính trị gia người Albania, từng là Tổng thống thứ 6 của Albania từ 2007-2012.
Cụ thể, Topi cũng là Chủ tịch danh dự của câu lạc bộ bóng đá Albania, KF Tirana từ năm 2005 đến năm 2007 Vào tháng 9 năm 2012, Topi trở thành lãnh đạo của đảng Tinh thần Dân chủ Mới.